# Ramariopsis flavescens
Ramariopsis flavescens är en svampart som beskrevs av R.H. Petersen 1969. Ramariopsis flavescens ingår i släktet Ramariopsis och familjen fingersvampar.   Inga underarter finns listade i Catalogue of Life.